# Capsicum eximium
Capsicum eximium ist eine nur wild vorkommende Pflanzenart der Gattung Paprika (Capsicum) aus der Familie der Nachtschattengewächse. Die Art wurde 1950 erstmals beschrieben, ihr Verbreitungsgebiet liegt im Süden Boliviens und im Norden Argentiniens.

## Beschreibung
Capsicum eximium ist ein aufrecht wachsender, reichlich verzweigter Strauch, der meist eine Wuchshöhe von 1,6 m erreicht, aber auch als bis zu 4 m hoher Baum wachsen kann. Die Laubblätter, Blütenstiele und Teile der Außenseite des Kelchs sind mäßig mit vielzelligen Trichomen bedeckt. Die Blattspreiten sind meist eiförmig-zugespitzt, 2,5 bis 5,2 cm lang und 1,6 bis 3 cm breit, ab und an auch eiförmig-lanzettlich und 4,3 bis 8 cm lang und 1,6 bis 3,3 cm breit. Die Blattspreiten laufen zu 1/4 bis 1/5 der Länge der Blattstiele an diesen herab.
Die Blüten stehen einzeln oder zu zweit, nur selten zu dritt an dünnen Blütenstielen mit einer Länge von 10 bis 15 mm, die an der Spitze gelegentlich leicht gebogen sind. Die Kelchröhre ist 1,5 bis 1,8 mm lang, die Hauptadern der fünf einzelnen Kelchblätter enden in Kelchzähnen mit einer Länge von 1,2 bis 1,8 mm, so dass sie die Kronröhre erreichen und auch überragen können. Zudem besitzt jedes Kelchblatt zwei bis drei Nebenadern, die kaum sichtbar sind und zum Kelchrand hin verschwinden. Die sternförmige Krone ist am Rand violett, in der Röhre weißlich und an der Basis grünlich gefärbt, besitzt einen Durchmesser von 9 bis 11 mm und eine Länge von 5,3 bis 5,5 mm. Die Kronlappen sind breiter als lang, meist etwa 2,8 mm lang und 3 mm breit, im Vergleich zur Kronröhre mehr oder weniger langgezogen und am Rand und an der Spitze mit Trichomen besetzt. Die Staubblätter setzen in etwa bei der Hälfte bis zwei Drittel der Länge der Kronröhre an. Die leicht gehörnten Staubbeutel sind gelb, 1,7 bis 1,9 mm lang und länger als die Staubfäden. Der grünliche Fruchtknoten ist etwa 1,2 mm hoch, der zylindrische Griffel besitzt oberhalb der Mitte eine leichte Verbreiterung und ist einschließlich der Narbe 3 mm lang.
Die roten Früchte stehen aufrecht an etwa 15 bis 20 mm langen Stielen und besitzen einen Durchmesser von 7 bis 9 mm. Die Samen sind bräunlich. Die Basischromosomenzahl beträgt {\displaystyle x=12}.

## Vorkommen
Die Art ist aus wenigen Sammlungen aus dem Süden Boliviens und dem Norden Argentiniens bekannt.

## Systematik
Untersuchungen des Karyotyps zeigten starke Ähnlichkeiten mit den Arten Capsicum cardenasii, Capsicum pubescens und Capsicum tovarii. Auch morphologisch ähneln sich diese Arten, die alle violett blühen, bräunliche Samen besitzen und (bis auf C. pubescens) kleine, rote, kugelförmige Früchte haben. Außer mit Capsicum tovarii konnten durch Kreuzungen mit diesen Arten jeweils fruchtbare Nachkommen erzeugt werden. Auch mit den weißblütigen Arten Capsicum baccatum und Capsicum frutescens konnten erfolgreich Kreuzungen durchgeführt werden.